# 西潞街道
西潞街道是中国北京市房山区下辖的一个街道，位于良乡地区西北部。

## 行政区划
西潞街道共辖19个社区，分别是：夏庄社区居委会、西潞东里社区居委会、月华东里社区居委会、北潞园社区居委会、苏庄一里社区居委会、西潞园社区居委会、苏庄二里社区居委会、西路大街社区居委会、苏庄三里社区居委、会海逸半岛社区居委会、太平庄西里社区居委会、北潞春社区居委会、詹庄村委会、安庄村委会、固村村委会、太平庄村委会、南上岗村委会、东沿村村委会、苏庄村委会。 